# Hírességek által népszerűsített parfümök listája
Az elmúlt években számos híresség írt alá szerződést neves parfümgyártóval, amellyel nevét egy egy parfümhöz adja. Az illatok értékesítéséhez jelentősen hozzájárul a híresség neve is. ezek az illatok általában nem hosszú életűek.

## Lista
| Név           | Nemzetiség         | Foglalkozás      | Márka                           | Gyártó        | Promóció kezdete | Promóció vége | Forrás      |
| ------------- | ------------------ | ---------------- | ------------------------------- | ------------- | ---------------- | ------------- | ----------- |
| Peter Andre   | Ausztrália         | énekes           | Mysterious Girl                 |               | 2010             |               | [ 2 ] [ 3 ] |
| Cher          | Egyesült Államok   | énekes           | Uninhibited                     | Parfums Stern | 1987             |               | [ 4 ]       |
| Alan Cumming  | Egyesült Királyság | színész          | Alan Cumming                    |               | 2005             |               | [ 5 ]       |
| Derek Jeter   | Egyesült Államok   | baseball játékos | Driven                          |               | 2010             |               |             |
| Karen Mok     | Hong Kong          | előadóművész     | Karen Mok the Fragrance         |               | 2008             |               | [ 6 ] [ 7 ] |
| Jordin Sparks | Egyesült Államok   | énekes           | Because of You by Jordin Sparks |               | 2010             |               | [ 8 ]       |

## Zenészek, énekesek
- 50 Cent: Power[forrás?]
- Alejandro Sanz: Siete Alejandro Sanz Men, Siete Alejandro Sanz Women[forrás?]
- Ashanti: Precious Jewel [forrás?]
- Avril Lavigne: Black Star, Forbidden Rose, Wild Rose[forrás?] [9]
- Beyoncé Knowles: True Star, True Star Gold (Tommy Hilfiger), Emporio Armani Diamonds (Giorgio Armani), Heat[forrás?] ,Heat Rush, Pulse, Pulse NYC, Midnight Heat és Pulse Summer Edition. (Beyoncé)
- Britney Spears: Curious, Fantasy, Curious: In Control, Midnight Fantasy, Believe, Curious Hearts, Hidden Fantasy, Circus Fantasy, Radiance [forrás?]
- Céline Dion - Celine Dion Parfums: Celine Dion, Notes, Belong,  Always Belong, Memento, Enchanting, Spring in Paris, Paris Nights, Sensational, Sensational Moment, Spring in Provence, Chic, Simply Chic, Pure Brilliance[forrás?]
- Carlos Santana: Carlos by Carlos Santana[10]
- Christina Aguilera: Fetish (2000), Xpose (2004), Christina Aguilera by Christina Aguilera (2007), Inspire (2008), Christina Aguilera: By Night (2009), Queen Desire (2010)[11]
- Cliff Richard: Miss You Nights, Devil Woman[forrás?]
- Deborah Gibson: Electric Youth (mfd. by Revlon, 1989–1990)[forrás?]
- Enrique Iglesias: True Star (Tommy Hilfiger)[forrás?]
- Faith Hill: Faith Hill, Women's Faith[forrás?]
- Fergie: Outspoken[forrás?]
- Gwen Stefani: L. A. M. B., L by Gwen Stefani, Harajuku Lovers (öt különböző illatot tartalmaz)[forrás?]
- Jennifer Lopez: JLo Glow, Still, Miami Glow, Love at First Glow, Live, Live Luxe, Glow After Dark, Glow Shimmer, Deseo, Deseo Forever, Deseo For Men, Live Platinum, Sunkissed Glow, My Glow, Blue Glow [forrás?]
- Jessica Simpson: Fancy, Fancy Love, Fancy Nights[forrás?]
- José José: José, José[12]
- Julio Iglesias: Only, Only Crazy [13]
- Katy Perry: Purr[forrás?]
- Kiss: Kiss Her, Kiss Him[forrás?]
- Lata Mangeshkar: 'Lata Eau De Parfum' by Gandh Sugandh[forrás?]
- Leona Lewis: Leona Lewis[14]
- Luciano Pavarotti: Luciano, Luciano Pavarotti[forrás?]
- Kylie Minogue: Darling,[11] Sweet Darling, Showtime, Sexy Darling, Couture, Inverse (Men), Pink Sparkle[forrás?]
- Mariah Carey: M by Mariah Carey (2007), M by Mariah Carey Gold Deluxe Edition (2008), Luscious Pink (2008), Luscious Pink Deluxe Edition (2009), Ultra Pink (2009), Forever (2009), Lollipop Bling (Honey, Ribbon, Mine Again; 2010), Lollipop Bling: That Chick (2011), Lollipop Splash (Vision of Love, Never Forget You, Inseparable; 2011), Dreams (2013)
- Michael Jackson: Mystique de Michael Jackson, Legende de Michael Jackson,[15] Magic Beat Unwind, Magic Beat Heartbeat, Magic Beat Wildfire, Michael Jackson Mystery[16]
- Prince: Get Wild,[17] 3121
- Sean John: Unforgivable, Unforgivable Woman, Multi-Platinum[forrás?]
- Shania Twain: Shania by Stetson, Shania Starlight [forrás?]
- Sugababes: Tempt, Tease, Touch[forrás?]
- Tim McGraw: McGraw, Southern Blend[forrás?]
- Usher: Usher For Him, Usher For Her[forrás?]
- Victoria Beckham: Intimately Beckham for Her, Intimately Night for Her, Beckham Signature for Her[forrás?]

## Színészek, színésznők
- Amitábh Baccsan: Amitabh Bachchan by Lomani Perfume for Men[forrás?]
- Antonio Banderas: Spirit, Mediterraneo, Diavolo Hypnotic, Diavolo Donna, Diavolo, Blue Seduction[forrás?]
- Ashley Judd:Wonderful, Wonderful Indulgence, Beloved, Beloved Purple Blossom[18]
- Carmen Electra: Carmen Electra[forrás?]
- Catherine Zeta-Jones: Elizabeth Arden Provocative Woman, Red Door Revealed[forrás?]
- Elizabeth Taylor: Passion, White Diamonds, Forever Elizabeth, Black Pearls, Diamonds & Emeralds, Diamonds & Rubies, Sapphires & Diamonds [forrás?]
- Eva Longoria: Eva by Eva Longoria[forrás?]
- Halle Berry: Halle, Halle Pure Orchid, Reveal, Reveal the Passion, Closer[forrás?]
- Hilary Duff: With Love... Hilary Duff, Wrapped With Love[forrás?]
- Isabella Rossellini: Daring, Isa Bella, Manifesto, Storia[forrás?]
- Joan Collins: Spectacular[forrás?]
- Mary-Kate és Ashley Olsen: N.Y. Chic, L.A. Style; One, Two; Hamptons Style South Beach Chic[forrás?]
- Raven Symone: That’s So Raven[forrás?]
- Reese Witherspoon: In Bloom[forrás?]
- Sarah Jessica Parker: Lovely, Covet, The Lovely Collection: Dawn, Endless & Twilight, SJP NYC[forrás?]
- Sáhruh Khán: 'SK' by "SK" by Jeannes Arthes. SK Silver for men, and SK Gold for women.[forrás?]
- Shilpa Shetty: S2 (pronounced S square) by Mark Earnshaw[forrás?]
- Queen Latifah: Queen[forrás?]
- Zeenat Aman: 'Zeenat' by a Saudi Arabian company[forrás?]
- Gábor Zsazsa: Zig Zag (1969)[1]

## Sportolók
- Carlos Moyà: Carlos Moyà[forrás?]
- David Beckham: Instinct, Intimately Beckham for Him, Instinct Intense, Intimately Beckham Night for him, Beckham Signature For Him[forrás?]
- Jeff Gordon: Halston Z-14[forrás?]
- Marija Sarapova: Maria Sharapova[forrás?]
- Michael Jordan: Michael Jordan, Jordan, 23[forrás?]

## Kitalált személyek
- Austin Powers: Mojo[19]
- Barbie: Barbie, Barbie Blue, Free Spirit, Sirena, Summer Fun, Super Model[forrás?]
- Desperate Housewives: Forbidden Fruit [20]
- Dora The Explorer: Dora The Explorer [forrás?]
- Hannah Montana: Hannah Montana[forrás?]
- Marvel Comics and DC Comics: X-men, Storm, Spider-man, Hulk, Superman, Batman, The Dark Knight[forrás?]
- Miss Piggy: Moi[forrás?]
- Strawberry Shortcake: Strawberry Shortcake [forrás?]
- That’s So Raven: That’s So Raven[forrás?]
- The Powerpuff Girls: Bubbles, Buttercup, Blossom [forrás?]

## Egyéb híres személyek
- Alex Curran: Alex[forrás?]
- Calum Best: Calum[forrás?]
- Chanelle Hayes: Mwah![forrás?]
- Christian Audigier: Ed Hardy[21]
- Danielle Steel: Danielle[forrás?]
- George Kurdahi: Lebanon's George Kurdahi, GK[forrás?]
- Jade Goody: Shh..., Controversial[forrás?]
- Joan Rivers: Now & Forever[forrás?]
- Kate Moss: Kate, Velvet Hour, Vintage, Kate Summertime[forrás?]
- Katie Price: Stunning, Besotted[forrás?]
- Kerry Katona: Outrageous[forrás?]
- Kim Kardashian: Voluptuous[forrás?]
- Kimora Lee Simmons: Baby Phat Goddess, Fabulosity[forrás?]
- Naomi Campbell: Naomi Campbell, Naomagic, Exult, Mystery, Sunset, Paradise Passion, Cat Deluxe, Cat Deluxe at Night, Seductive Elixir, Cat Deluxe with Kisses[forrás?]
- Paris Hilton: Paris Hilton, Just Me, Heiress/Heir, Can Can, Fairy Dust, Siren
- Prince Nicolò Boncompagni Ludovisi: Prince Nicolò Boncompagni Ludovisi, Giove Nettuno Plutone[22][23]
- Svetlana Stalin: Svetlana's Breath[forrás?]

## Fordítás
- Ez a szócikk részben vagy egészben  a   List of celebrity-endorsed perfumes című angol Wikipédia-szócikk fordításán alapul.  Az eredeti cikk szerkesztőit annak laptörténete sorolja fel. Ez a jelzés csupán a megfogalmazás eredetét és a szerzői jogokat jelzi, nem szolgál a cikkben szereplő információk forrásmegjelöléseként.

## Külső hivatkozások
- Sztárillatok háborúja – Hírességek parfümjei – fotókkal